# Julien Bret
Julien Bret (* 1974) ist ein französischer Organist und Komponist.

## Leben
Julien Bret begann seine musikalische Ausbildung bei Louis Thiry am Conservatoire de Rouen. Es folgte Unterricht bei Susan Landale am Conservatoire de Rueil-Malmaison. Er wurde Titularorganist an der Basilika Unserer Lieben Frau von Bon-Secours. Gegenwärtig ist er Organist an St-Ambroise in Paris. Seine Kompositionen wurden u. a. von Hervé Désarbre, Martin Heini und Enrico Zanovello auf CD eingespielt.

## Kompositionen
- Sonate parisienne. Orgel zu vier Händen. Verlag Le Chant Du Monde. ISMN 9790201645377
- Sonate L’Entente cordiale.  Orgel vierhändig. Verlag Le Chant Du Monde. ISMN 9790201645261
- Images de Paris Six Pieces pour Grand-Orgue. Verlag Le Chant Du Monde. ISMN  9790201645254.
- Valse des Anges
- Ronde des Lutins
- Valse des Colombes
- 3 Sonates pour orgue
- Concerto pour orgue et orchestre à cordes

## Tondokumente
- Au Grand Orgue Cavaillé-Coll de l’Abbatiale Saint-Ouen de Rouen. Gemeinsam mit Marie-Andrée Morisset-Balier. CD, 2003.
- La valse des Anges. Apple Music und Amazon Prime Music 2009.